# Vouzy

Vouzy este o comună în departamentul Marne, Franța. În 2009 avea o populație de 329 de locuitori.